# ویلفردو اولیورا
ویلفردو اولیورا (انگلیسی: Wilfredo Olivera؛ زادهٔ ۴ مهٔ ۱۹۸۷) بازیکن فوتبال اهل آرژانتین است.